# Io, Peter Pan
Io, Peter Pan è un film commedia del 1989, sceneggiato e diretto da Enzo Decaro.

## Trama
Fabio e Giulia sono una coppia di sposi che stanno per avere il loro primo figlio. Terrorizzato dall'idea di divenire padre e in preda alla "sindrome di Peter Pan", (alludendo al noto personaggio fiabesco che rimase per sempre bambino poiché si rifiutò di crescere e divenire adulto) Fabio decide di fuggire di fronte alle sue responsabilità.
Abbandonato il posto di lavoro, l'uomo vaga per la città senza una meta precisa quando incontra Luisa; invaghitosi della donna appena incontrata, Fabio si illude di poter condurre una vita spensierata con lei.
Purtroppo per Fabio, l'età della spensieratezza infantile è già trascorsa e questo comporta che dovrà compiere una scelta da uomo maturo.